# Diego Aduarte
Diego Aduarte (parfois nommé Juan Diego Aduarte ou Diego Francisco Aduarte ou encore Diego de Aduarte selon les sources[réf. souhaitée]), né le 1570 à Saragosse (Espagne) et décédé en 1636 à Lal-lo, Philippines), est un prêtre dominicain espagnol missionnaire, explorateur et évêque.

## Biographie
Entré chez les Dominicains en Espagne, il est envoyé comme missionnaire en Asie. D'abord en poste aux Philippines il se rend en Chine, au Vietnam et au Cambodge. De son passage par le Cambodge il laisse un long écrit descriptif du pays et de son système politique encore précieux pour les historiens[réf. nécessaire]. En 1632 il est nommé supérieur du couvent dominicain de Manille avant d'être choisi comme évêque du diocèse de Nueva Segovia en 1634. Il meurt deux années après son ordination episcopale.

### Œuvres
Il est l'auteur de trois ouvrages relatant de l'activité missionnaire des Dominicains en Asie. 
- (es) Relación de algunas entradas que han hecho los religiosos de Santo Domingo en tierras de infieles, Manila, 1633,
- (es) Relación de los muchos que han padecido martirio a título de cristianos en Japón, Roma, 1633,
- (es) Historia de la provincia del Santísimo Rosario de la orden de Predicadores en Filipinas, Manila, 1640.